# تلمبه یوسفیان
تلمبه یوسفیان یک منطقهٔ مسکونی در ایران است که در دهستان اختیارآباد واقع شده‌است.
این منطقه در سال 1357 توسط خاندان یوسفیان یه عنوان یک روستای مسکونی بنام یوسفیان ساخته شده است. این روستا دارای برخی از تلمبه های زیرشمال و زیر جنوب است که به هم تعلق دارند. 